# Szeremlei Sámuel (történész)
Szeremlei Sámuel (Szeremlei Császár Sámuel) (Gelej, 1837. szeptember 4. – Hódmezővásárhely, 1924. november 20.) református lelkész, történelmi és egyházi író, utazó, az Magyar Tudományos Akadémia levelező tagja (1908).

## Élete
A gimnáziumot Miskolcon, a teológiát Debrecenben 1858-ban végezte, amikor böszörményi rektor lett. 1861-től Makón, 1864-től Hódmezővásárhelyen káplánkodott, ahonnét 1866 október elején hosszabb külföldi utazásra indult. Az év végén hazatérve, folytatta kápláni működését, míg 1867 májusában a bihardiószegi lelkészi állást foglalta el. Innét 1871-ben Hódmezővásárhelyre ment lelkésznek. Mint a szabadelvű teológia híve, a magyarországi protestáns egylet alapításában tevékeny részt vett és annak egyik legbuzgóbb választmányi tagja volt. Ugyancsak választmányi tagja volt kezdettől fogva a Magyar Protestáns Irodalmi Társaságnak. 1879-től 1889-ig főjegyzője volt a békésbánsági egyházmegyének, melynek tanácsbírája is, és amely a budapesti zsinatnak tagjául választotta. A tiszántúli egyházkerületnek 1883-ben tanácsbírája, később az egyetemes konventnek pót-, 1896 és 1900 között pedig rendes tagja lett. A Magyar Tudományos Akadémia 1908. április 30-án levelező tagjává választotta.
Cikkei a Protestáns Egyházi és Iskolai Lapban, a Debreceni Protestáns Lapban, a Szegedi Hiradóban és főleg a Hódmezővásárhely c. helyi hírlapban jelentek meg.

## Munkái
- Evangyéliumi szabadság. Egyházi beszéd a reformáczio emlékünnepén 1863. nov. 1. a makói ref. templomban. Szeged, 1863.
- Az idők jelei, egyházi beszéd. Uo. 1864. (A makói szegény tanulók ruházatának javára).
- Krisztus követése. Irta Kempis Tamás, latin eredetiből átdolgozta. Uo. 1864. (2. tetemesen jav. kiadás. Bpest, 1867.).
- A honvédelmi bizottmány keletkezése és a forradalom kitörése. Bpest, 1867.
- Magyarország krónikája az 1848-49. forradalom idejéről. Uo. 1867. Két kötet.
- Utazás Sweitz, Franczia- és Poroszország némely vidékein egyház és iskola érdekében. Pest, 1867. (Különny. a Prot. Egyh. és Isk. Lapból).
- A népiskolai kérdésről, különös tekintettel az 1868. XXXVII. t.-czikkre és a magy prot. egyház érdekeire. Uo. 1868-69. (Különny. a Prot. Egyh. és Isk. Lapból).
- Miskolczi Emma emléke. Halotti gyászbeszéd és ima 1871. márcz. 17. Nagyvárad. (Kassay Ignáczczal együtt).
- Valláserkölcsi és társadalmi élet 1848 óta Magyarországon. A magyar prot. egylet által 300 frttal jutalmazott pályamunka. Bpest, 1874. (Kovács Albert szerk. Protestáns Theológiai Könyvtár I.) Online
- Szalai István szentesi ref. lelkész... élete. Szeged, 1879.
- Beszéd a h.-m.-vásárhelyi ref. ó-templom mellett nyugvó régi lelkészek emléktáblája felállításakor. H.-M.-Vásárhely, 1880.
- A makói ref. egyház új templomának felavatásakor tartott egyházi beszéd 1882. nov. 5. Makó, 1883.
- Az unitárius kérdésről. Szózat a h.-m.-vásárhelyi ref. hívekhez. Hódmezővásárhely, 1884.
- Szőnyi Benjamin és a hódmezővásárhelyiek. Rajz az alföldi reformátusság történetéből. Pest, 1890. (Magyar Prot. Irod. Társaság Kiadványa).
- Hód-Mező-Vásárhely története. Sok képpel. I-III. kötet. Bpest, 1900., 1901., 1907. (IV. köt. kéziratban).
- Szabályrendelet a hódmezővásárhelyi ev. ref. egyház temetőiről. Hódmezővásárhely, 1901.
- Javaslat a h.-m.-vásárhelyi ev. ref. egyház rendezése tárgyában. Uo. 1902.
- A hódmezővásárhelyi külkerületi egyházi körök szervezete, rendszabályai és szolgálati utasításai. Szentes, 1906. (Különny. a Hódmezővásárhelyből).
- Emlékbeszéd kurucz fejedelmeinkről... 1906. okt. 27. Hódmezővásárhely, 1907.
- Hód-Mező-Vásárhely újabbkori lakossága eredetéről és szaporodásáról. Budapest, 1909.

Szerkesztette, kiadta és jó részben írta a békésbánáti református egyházmegyei gyűlés jegyzőkönyveit 1880-tól 1894-ig. (Megjelentek Hódmezővásárhelyen). Végül írta 1890-től 1894-ig jelentéseit és javaslatait a tiszántúli református gimnáziumok állapotáról. (Részben külön lenyomatban és a tiszántúli református egyházkerületi gyűlés jegyzőkönyveinek függelékében).